# Dominique Gundissalvi
Dominique Gundissalvi (né vers 1105/10 et mort après 1181) est un chanoine de Ségovie, peut-être d'origine juive, et un traducteur d'ouvrages, depuis l'arabe vers le latin, à Tolède, probablement sous Jean (1151-1166), archevêque de Tolède en 1152. Il traduit Avicebron, Avicenne et Al-Ghazâlî, et il est possible qu'il ait participé à la première traduction du Livre des Causes.

## Biographie
Les détails sur sa vie sont maigres. Sa connaissance des œuvres de Thierry de Chartres, Guillaume de Conches et d'Hugues de Saint-Victor invite à le croire étudiant en France. On le sait membre du chapitre de Ségovie et archidiacre de Cuéllar dans le diocèse de Ségovie, il semble avoir vécu une partie de sa vie au « Collège de Tolède », puisque des documents l'y mentionnent régulièrement de 1162 à 1190. Sous l'impulsion du cardinal Raymond de Tolède, juifs, arabes et chrétiens y étudiaient. C'est là qu'on traduisit un nombre important de textes arabes et juifs en latin. Il est aidé du juif Salomon, de Johannes Avendauth (ou Ibn Daoud) et de Jean de Séville Hispanus (Ioannes de Sevilla Hispanus, 1150-1215). Ce dernier lui succède comme archidiacre de Cuéllar en 1193 (et qu'il ne faut pas confondre avec Jean de Séville Hispalensis et Limiensis, environ 1090-1150, traducteur de Thâbit Ibn Qurra, Albumasar, Al-Qâbisî) ; c'est lui qui traduisit de l'arabe en roman castillan (Castillan ancien) oralement, puis Dominique Gundissalvi traduisait les paroles en latin ; on lui doit sans doute une vingtaine de traductions.
C'est l'un des tout  premiers compilateurs des néoplatoniciens arabes et juifs et Pierre Duhem fait de lui l'unique source des chartrains du siècle : « Tout ce que nous trouvons d'aristotélicien en ce que Thierry de Chartres et Gilbert de la Porrée ont dit du lieu, du mouvement du ciel, de la fixité de la terre, est inspiré du IVe livre de la Physique et des deux premiers livres du De cælo et mundo ; il est donc permis de voir dans les traductions de Dominique Gonsalvi et de Jean Avendeath, les sources d'où sont issues ces pensées péripatéticiennes ».

## Œuvres

### Traductions de l'arabe au latin par Dominique Gundissalvi
- Al-Fârâbî, De ortu scientiarum
- Al-Fârâbî, De intellectu
- Al-Ghazâlî (Algazel), Métaphysique (traduction en collaboration avec Jean de Séville Hispanus) : J. T. Muckle (éd.), Algazel's Metaphysics, Toronto, Saint Michael's College, 1933.
- Al-Ghazâlî, Les intentions des philosophes sous le titre Logica et philosophia Algazalis Arabis (1145) Il manque l'introduction et la conclusion du texte original.
- Avicenne, Métaphysique : S. Van Riet (éd.), Liber de philosophia prima sive divina, Louvain, Peeters, 1977-1983.
- Al-Ghazâlî, L'incohérence des philosophes (Tahafut al-Falasifa, 1095)(traduction en collaboration avec Jean de Séville Hispanus)
- Al-Khwârizmî, Livre de la pratique de l'arithmétique (traduction en collaboration avec Jean de Séville Hispanus) : Liber de pratica arismetice
- Avicenne (Ibn Sînâ), Anaytica posteriora (extraits de son commentaire sur les Seconds analytiques d'Aristote)
- Avicenne, Physique
- Avicenne, De anima (Traité de l'âme) (traduction en collaboration avec Jean Avendauth, c'est-à-dire Abraham ibn Dawd Halevi) : S. Van Riet (éd.), Liber de anima seu de naturalibus, Louvain, Peeters, 1968-1972, 2 t.
- Avicenne [attribution], De Cælo (Traité du ciel)
- Ibn Gabirol le Juif (Avicebron), Fons vitæ (Mekor Haim) (traduction en collaboration avec Jean de Séville Hispanus) : C. Baeumker (éd.), Fons vitae Avencebrolis, Münster, Aschendorff, 1995.

### Traités de Gundisalvus
Selon Adeline Rucquoi il ne faut pas confondre — comme l'a fait Amable Jourdain — Dominicus Gundissalvi, c'est-à-dire Dominique González (fils de Gonzalo), archidiacre de Cuéllar (Ségovie), avec Gundisalvus, c'est-à-dire Gonzalo, sans qu'on connaisse son nom de famille. Il était archidiacre de Talavera (Tolède), né, lui aussi, au début du XIIe siècle, il fut peut-être professeur à l'école cathédrale de Tolède de 1150 à 1178. Il y a donc Dominicus (Gundissalvi) le Traducteur et Gundisalvus le Philosophe (pas « Gundissalinus »).
Inspiré par Ibn Gabirol et Avicenne, dans son De processione mundi, Gundisalvus cherche une définition précise de la Création : « sortie de la forme (exitus formæ) à partir de la sagesse et de la volonté du Créateur ». La structure de la Création est indiquée : « Ainsi se déroule la constitution de l'univers : de l'être-rien (nihil esse) à l'être-possible ; de l'être-possible à l'être-en-acte, de l'être-en-acte à l'être-corporel et l'être incorporel ; tout cela d'un coup, non pas dans le temps ».
Il s'intéresse également à l'éducation et classe les Artes Mechanicae comme étant de la géométrie appliquée. Ce point de vue fut ensuite celui adopté par Albert le Grand et Thomas d'Aquin.
- De anima (Traité de l'âme) : J. T. Muckle (éd.), « The treatise De anima of Dominicus Gundissalinus », Mediaeval Studies, II (1940), p. 23-103. L'auteur (selon B. Pattar) oppose intelligence (intelligentia), source de sagesse, et intellect (intellectus), source de savoir.
- De divisione philosophæ (Traité sur la division de la philosophie, v. 1150) : L. Baur (éd.), Dominicus Gundissalinus : De divisione philosophiae, Münster, Aschendorff, 1903. Trad. an. E. Grant, A source book in medieval science, Cambridge Mass., Harvard University Press, 1974, p. 58-76.  Il ajoute au Quadrivium la physique, la psychologie, la métaphysique, la politique et l'économie, provenant d'Aristote via Avicenne et al-Fârâbî. Influence de Al-Fârâbî.
- De immortalitate animæ (Traité sur l'immortalité de l'âme) : G. Bulow (éd.), Des Dominicus Gundissalinus Schrift von der unsterblichkeit der Seele, Münster, Aschendorff, 1897. L'auteur y réfute les preuves d'immortalité données par Platon. Les arguments furent tirés de Boèce et repris par Guillaume d'Auvergne.
- De processione mundi (Traité sur l'émanation du monde). Trad. anglaise : J. A. Laumakis, Dominicus Gundissalinus. The Procession of the World. Translation from the Latin, Milwaukee, Marquette University Press, 2002. Influencé par Avicenne et le néoplatonisme.
- De scientiis (Traité sur les sciences) : M. Alonso Alonso (éd.), Dominicus Gundissalinus : 'De scientiis'. Texto latino, Madrid, C.S.R.S.C., 1954. « Traduction largement remaniée de l’Enumération des sciences d'al-Fârâbî » (selon Hugonnard-Roche, 1984).
- De unitate et uno (Traité sur l'unité et l'un) : J. Bobik et J. A. Corbett (éd.), The Commentary of Conrad of Prussia on 'De unitate et uno' of Dominicus Gundissalinus, Lewiston (N.Y.), E. Mellen Press, 1989. D'après Boèce et d'inspiration plotinienne. Un des fondements de l'enseignement philosophique médiéval.